# Carla Boni
Carla Boni, właśc. Carla Gaiano (ur. 17 lipca 1925 w Ferrarze, zm. 17 października 2009 w Rzymie) – włoska piosenkarka, zwyciężczyni Festiwalu Piosenki Włoskiej w San Remo w 1953 roku z piosenką „Viale d’autunno”, wykonaną w parze z Flo Sandon’s oraz Festiwal Piosenki Neapolitańskiej w 1955 roku z piosenką „E stelle e’ Napule”, zaśpiewaną wspólnie z Gino Latillą, z którym w latach 50. tworzyła znany duet piosenkarski.

## Życiorys

### Okres młodości
Zadebiutowała w wieku dziesięciu lat w rodzinnym mieście jako aktorka dziecięca. W 1937 roku wyjechała do Turynu do rozgłośni radiowej Ente Italiano per le Audizioni Radiofoniche na przesłuchanie w charakterze piosenkarki. Tam zwróciła na siebie uwagę Pippa Barzizzy, który zamierzał wylansować ją jako włoską Shirley Temple. Zamiar ten nie powiódł się i Boni powróciła do Ferrary, gdzie uczęszczała do liceum muzycznego. Z powodu wojny musiała przerwać naukę. Karierę artystyczną rozpoczęła w rodzinnym mieście sztuki dzięki przedstawieniu dla amerykańskich sił zbrojnych, wystawionym w 1946 roku. Następnie śpiewała w lokalnych klubach przejawiając zainteresowanie amerykańskim swingiem. W 1948 roku wygrała konkurs, który utorował jej drogę do RAI. Odniosła pierwsze sukcesy z orkiestrą Pippa Barzizzy, z którą śpiewała i nagrywała w Turynie.

### Lata 50.

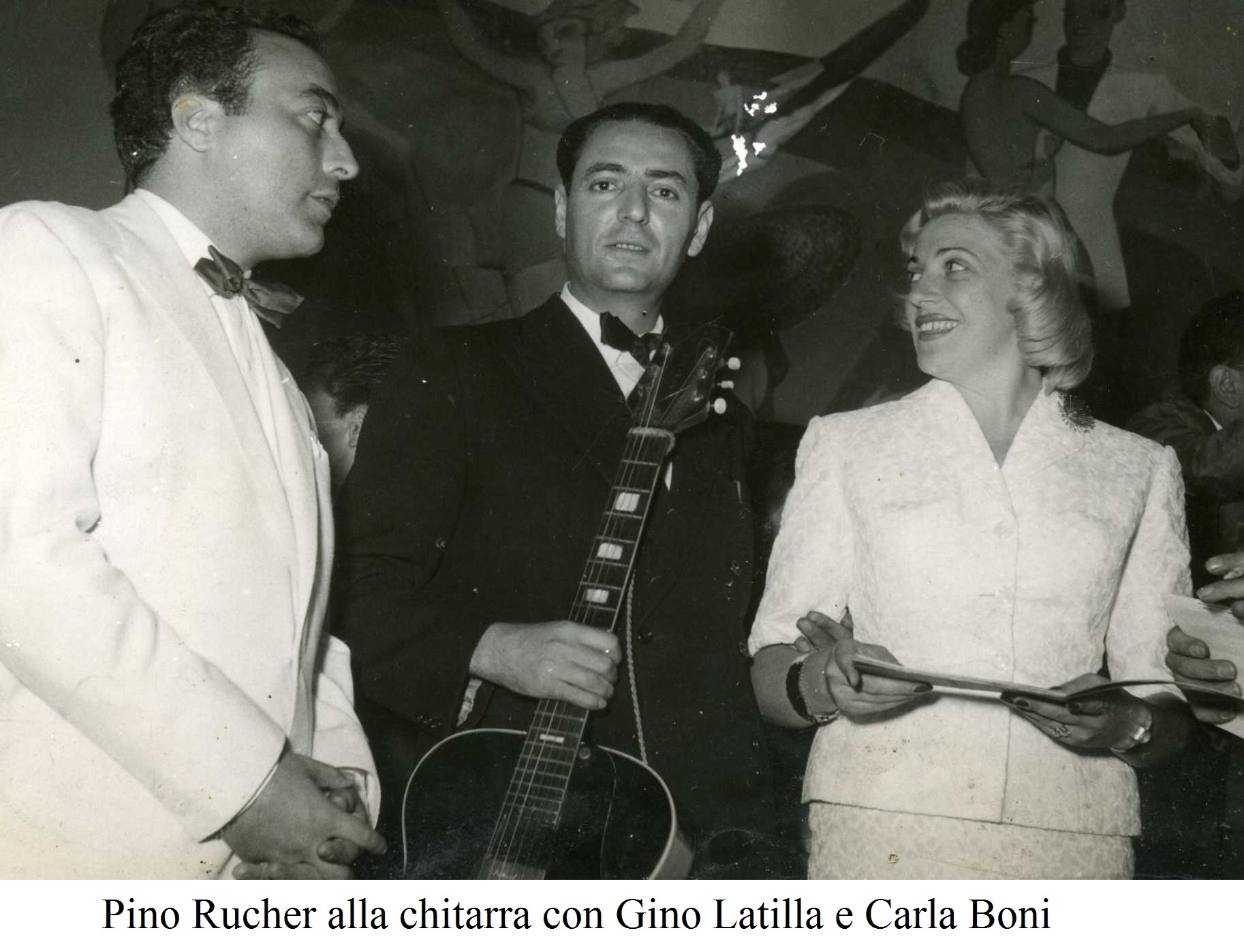
Gino Latilla, Pino Rucher, Carla Boni

W 1952 roku weszła w skład zespołu Cinica Angeliniego, dzięki któremu zyskała rozgłos. Stała się, obok Nilli Pizzi najpopularniejszą włoską piosenkarką.
W 1953 roku wygrała Festiwal Piosenki Włoskiej w San Remo, wykonując wspólnie z Flo Sandon’s piosenkę „Viale d’autunno”. Piosenka w jej interpretacji zajęła 24. miejsce na liście przebojów Hit Parade Italia 1953; wersja Flo Sandon’s uplasowała się na 33 pozycji. Przy okazji występu na Festiwalu w San Remo zawarła bliższą znajomość z Gino Latillą, która zaowocowała zawarciem w 1958 roku związku małżeńskiego.
Na Festiwalu w San Remo wystąpiła jeszcze 4-krotnie:
- w 1954 roku z piosenkami: „Arriva il direttore” (wykonaną z Quartetto Cetra), „Berta filava” (z Duo Fasano i Giorgio Consolinim), „Cirellino ci” (z Duo Fasano i Quartetto Cetra) „Non e’ mai troppo tardi” (z Flo Sandon’s), „Diario” (z Quartetto Cetra),
- w 1957 roku z piosenką „Casetta in Canada”, która stała się jej kolejnym sukcesem; w tej samej edycji zaprezentowała także: „Ci credo” (w parze z Tino Allorim), „Le trote blu” (z Glorią Christian i Duo Fasano), „Per una volta ancora” (z Nunzio Gallo), „Un sogno di cristallo” (z Julą de Palma).
- w 1958 roku z piosenkami: „Arsura” (z Giorgio Consolinim), „La canzone che piace a te” (z Gino Latillą, Aurelio Fierro i Nillą Pizzi), „Non potrai dimenticar” (z Gino Latillą i Natalino Otto), „Timida serenata” (z Gino Latillą, Aurelio Fierro e Glorią Christian) oraz „Io sono te” (z Cristiną Jorio).
- w1961 roku z piosenką „Tu con me” (z Aurelio Fierro)[3].

Oprócz piosenek zaprezentowanych w latach 50. na Festiwalu w San Remo zaśpiewała cover piosenki „Johnny Guitar”, motyw przewodni ścieżki dźwiękowej westernu pod tym samym tytułem z 1954 roku. W 1955 roku wygrała Festiwal Piosenki Neapolitańskiej z piosenką „'E stelle 'e Napule”, wykonaną wraz z Gino Latillą i Marią Paris. W 1956 roku odniosła sukces wykonując słynne „Mambo italiano”. Wystąpiła kilkakrotnie na Festiwalu Piosenki Neapolitańskiej (po raz ostatni w 1962 roku).

### Okres późniejszy
Uczestniczyła także w innych festiwalach i konkursach jak Canzonissima czy Un disco per l’estate (1964). Kolejne lata wypełniła jej działalność koncertowa przeplatana okresami wypoczynku.
W latach 70. i 80. występowała w lokalnych programach telewizyjnych: In Zir per la Rumagna, transmitowanym przez Vga TeleRimini, gościła też często w programie Caffè Paskowki, prowadzonym przez Narciso Parigiego w toskańskiej rozgłośni TeleRegione.
W latach 80. razem z Gino Latillą, Nillą Pizzi i Giorgio Consolinim utworzyła zespół Quelli di Sanremo, który występował w całych Włoszech.
W latach 90. uczestniczyła w programie Cocco Bello emitowanym przez 7Gold oraz w audycji Paolo Limitiego Ci vediamo in tv.
Pod koniec lat 90. znalazła się w centrum uwagi dzięki uczestnictwu w nagraniu singla „Flabby Feat”, będącego coverem jej „Mambo italiano”. W październiku 2007 roku ukazał się album Aeroplani ed angeli, na którym znalazły się nowe piosenki napisane dla niej przez młodych kompozytorów, takich jak Alessandro Orlando Graziano, producent jej teledysku „Portami in India”.
Zmarła w Rzymie 17 października 2009 roku po długiej chorobie, która jednak nie przeszkodziła jej w publicznych występach niemal do ostatnich dni. Pochowana na Cmentarzu Flamińskim w Rzymie.